# Sialaiana
Sialaiana is een geslacht van rechtvleugeligen uit de familie sabelsprinkhanen (Tettigoniidae). De wetenschappelijke naam van dit geslacht is voor het eerst geldig gepubliceerd in 1998 door Ingrisch.

## Soorten
Het geslacht Sialaiana omvat de volgende soorten:
- Sialaiana sigfridi Gorochov, 2008
- Sialaiana transiens Ingrisch, 1998